# Sal of Singapore
Sal of Singapore (Brasil: Obrigado a Casar ) é um filme norte-americano de 1928, do gênero drama, dirigido por Howard Higgin e estrelado por Phyllis Haver e Alan Hale.
Lançado no final de 1928, nos estertores do cinema mudo, o filme foi relançado em janeiro de 1929 com sequências faladas, música sincronizada e efeitos sonoros.
Em 1931, a Paramount Pictures produziu uma refilmagem com o título de His Woman, estrelada por Gary Cooper e Claudette Colbert.

## Sinopse
A prostituta Sal é convidada pelo Capitão Erickson a visitar seu navio. Ela pensa que lá continuaria com sua profissão, mas estava enganada: o capitão a queria para tomar conta de uma criança posta a seus cuidados. O instinto maternal de Sal é despertado e ela se transforma em um modelo de virtude...

## Premiações
| Patrocinador                                  | Prêmio | Categoria               | Situação |
| --------------------------------------------- | ------ | ----------------------- | -------- |
| Academia de Artes e Ciências Cinematográficas | Oscar  | Melhor Roteiro Adaptado | Indicado |

## Elenco
| Ator/Atriz          | Personagem                                |
| ------------------- | ----------------------------------------- |
| Phyllis Haver       | Sal                                       |
| Alan Hale           | Capitão Erickson                          |
| Fred Kohler         | Capitão Sunday                            |
| Noble Johnson       | Primeiro contramestre do Capitão Erickson |
| Dan Wolheim         | Segundo contramestre do Capitão Erickson  |
| Jules Cowles        | Cook                                      |
| Pat Harmon          | Contramestre do Capitão Sunday            |
| Harold William Hill | A criança                                 |